# Felszeichnungen in der Provinz Ha'il in Saudi-Arabien
Die Felszeichnungen in der Provinz Ha'il in Saudi-Arabien sind eine UNESCO-Welterbestätte in Saudi-Arabien. Sie wurden im Jahr 2015 in die Liste aufgenommen und waren damit die vierte von bisher insgesamt sechs Welterbestätten in Saudi-Arabien (Stand 2021).

## Lage
Die Welterbestätte liegt im Inneren Saudi-Arabiens in der Wüste Nefud. Die Felszeichnungen sind an Bergen angebracht, die aus der Sandwüste herausragen. Die Welterbestätte besteht aus zwei Teilen, die etwa 230 Kilometer weit auseinander liegen:
- Der Berg Dschebel Umm Sinman (arabisch جبل أم سنمان, DMG Ǧabal Umm Sinmān) bei Jubba Lage
- Die Berge Dschebel al-Mandschur (arabisch جبل المنجور, DMG Ǧabal al-Manǧūr) und Dschebel Raat (arabisch جبل راطا, DMG Ǧabal Rāṭā) bei Schuwaimis Lage

Der Dschebel Umm Sinman liegt im Inneren der Provinz Ha'il; der Dschebel al-Mandschur und der Dschebel Raat dagegen liegen weiter südwestlich, direkt an der Grenze zwischen den Provinzen Ha'il und Medina.

## Welterbe-Kriterien

### Kriterium I
Es findet sich eine außergewöhnlich große Zahl von Petroglyphen, die mit simplen Steinhämmern hergestellt wurden. Sie zeigen eine bemerkenswerte schöpferische Kraft vor einem Hintergrund sich schleichend verschlechternder Umweltbedingungen.

### Kriterium III
Die Felszeichnungen sind ein einzigartiges Zeugnis der Herausforderungen, denen sich vergangene Zivilisationen durch Klimakatastrophen stellen mussten. Die Petroglyphen an den Bergen Dschebel al-Mandschur und Dschebel Raat geben ein außergewöhnliches Zeugnis einer vergangenen Gesellschaft, die detaillierte Aufzeichnungen von ihrem Leben hinterlassen hat.

## Beschreibung und Geschichte

### Dschebel Umm Sinman
Die Felszeichnungen am Dschebel Umm Sinman finden sich hauptsächlich an der Ostseite des Berges, der eine Höhe von 1264 Meter über dem Meeresspiegel hat und sich damit mehr als 400 m über der Wüste erhebt. An dem Berg erstreckte sich vormals ein Süßwassersee, der zu Zeiten seiner Maximalausdehnung eine Größe von 20 × 5 Kilometer hatte. In der Mitte des Holozäns begann eine Phase der Desertifikation, die zu der Bildung der heutigen Wüsten auf der Arabischen Halbinsel führte. Der See und später die Oase Jubba war dadurch die einzige Stelle, an der Wasser vorhanden war und boten damit dem tierischen und menschlichen Leben einen Lebensraum. Die Menschen mussten sich Stück für Stück an die sich verändernden Bedingungen anpassen. Diese Veränderung und die Veränderung der Lebensweise der Menschen lässt sich anhand der abgebildeten Motive der Felszeichnungen nachvollziehen. Aus ihnen kann auf religiöse, soziale, kulturelle und philosophische Sichtweisen und über die Vorstellungen von Leben und Tod der Menschen, die die Zeichnungen anfertigten, geschlossen werden.
Die Felszeichnungen entstanden über einen Zeitraum von 10.000 Jahren in drei Phasen: Neolithikum, Kupfersteinzeit und Eisenzeit. Die ältesten Zeichnungen aus dem Neolithikum stellen Tiere wie beispielsweise Steinböcke, Gesichter, menschliche Figuren, wie etwa Jäger, Wetterphänomene und Gottheiten dar. Nach der Domestizierung von Tieren wurden Zeichnungen von Haustieren angebracht. Ein Beispiel dafür ist die 3500 Jahre alte Darstellung eines Pferdes, das einen Wagen zieht. Vor etwa 3000 Jahren trocknete der See aus und Kamele wurden zum wichtigsten Nutztier der Bewohner, sodass sie zu dieser Zeit ein wichtiges Motiv wurden. Außerdem gibt es aus dieser Zeit Inschriften in thamudischer und arabischer Sprache.

### Dschebel al-Mandschur und Dschebel Raat
Die Berge Dschebel al-Mandschur und Dschebel Raat liegen an einem Tal, das im frühen Holozän von Wasser durchströmt wurde. Es wird vermutet, dass das Tal im mittleren Holozän austrocknete und infolgedessen nicht mehr permanent besiedelt war, jedoch regelmäßig von Menschen aufgesucht wurde. Die hunderte Felsbilder sind an etwa 5 bis 10 Meter großen Sandsteinblöcken angebracht, die im Lauf der Zeit Stück für Stück den Hang hinunterrutschten. Dadurch sind die Bilder nicht mehr in allen Fällen aufrecht, teilweise wurden weitere Bilder in neuer Orientierung hinzugefügt, manche der Blöcke sind auch zerbrochen. Des Weiteren wurden auch Steinobjekte aus dem Neolithikum gefunden.

## Schutz
Die Welterbestätte ist gesetzlich geschützt. Verantwortlich für die Erhaltung ist das „Regional Antiquities & Museums office“ in Ha'il. Die Saudische Kommission für Tourismus und Nationales Erbe hat einen Ableger in Ha'il, der für die Verwaltung der Gelände zuständig ist. An beiden Stätten gibt es Schutzzäune und Wachpersonal.

## Galerie

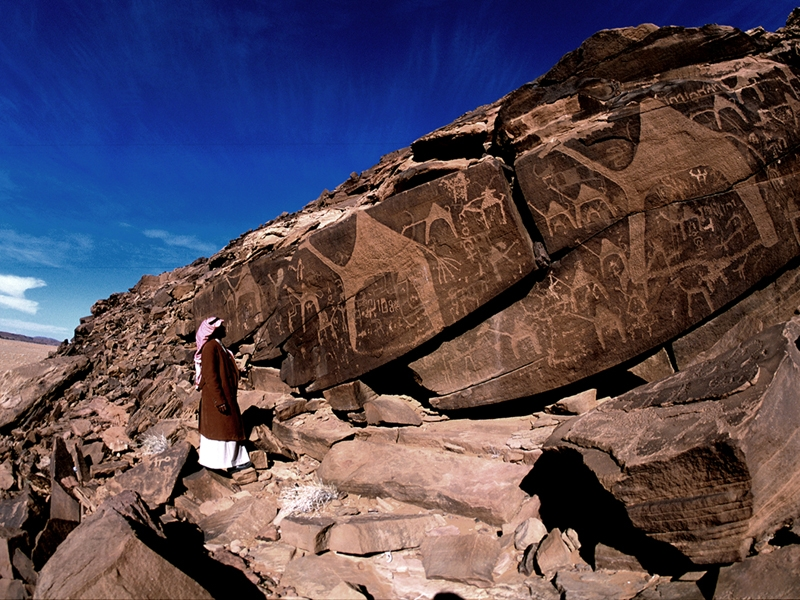
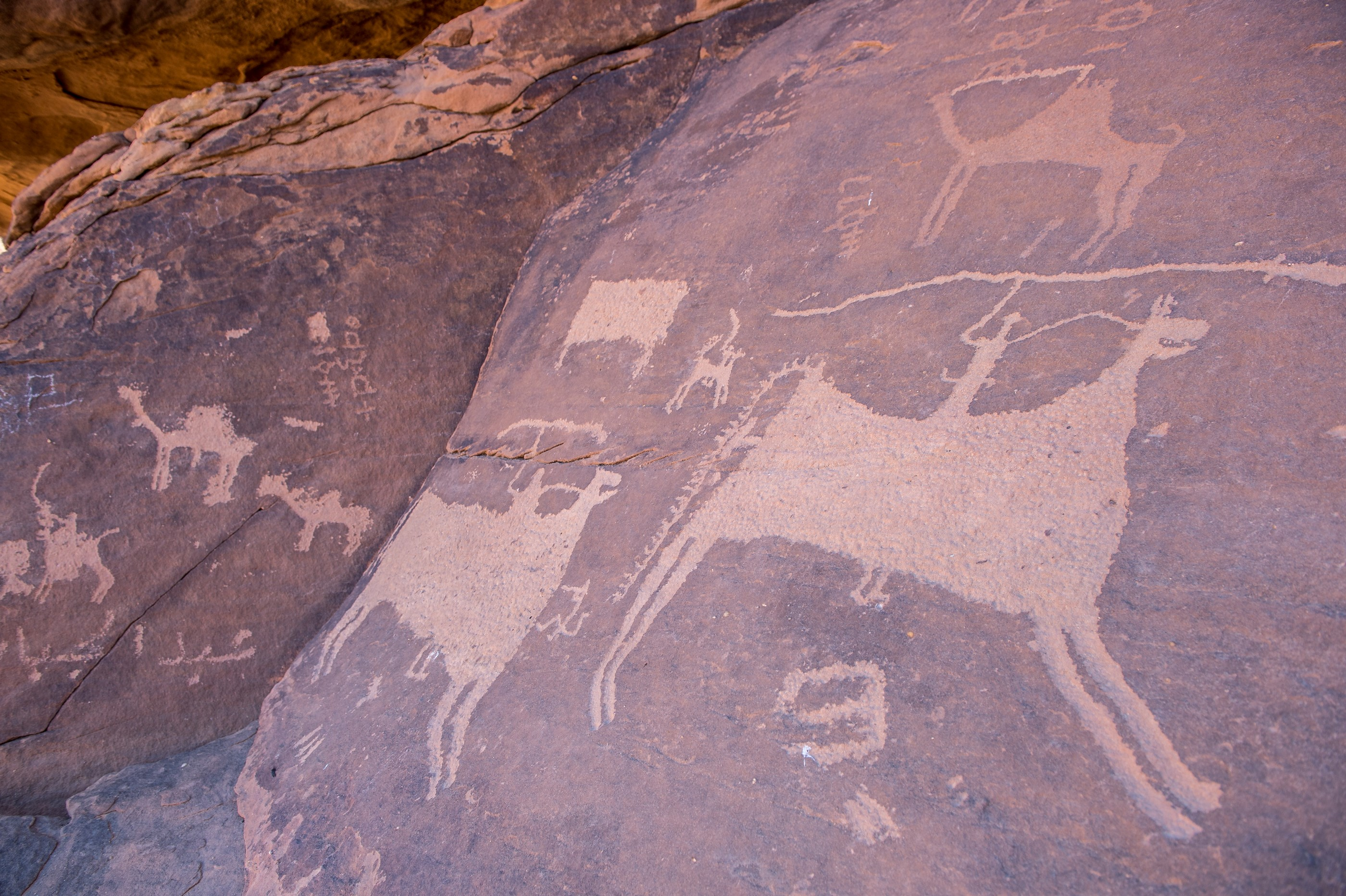
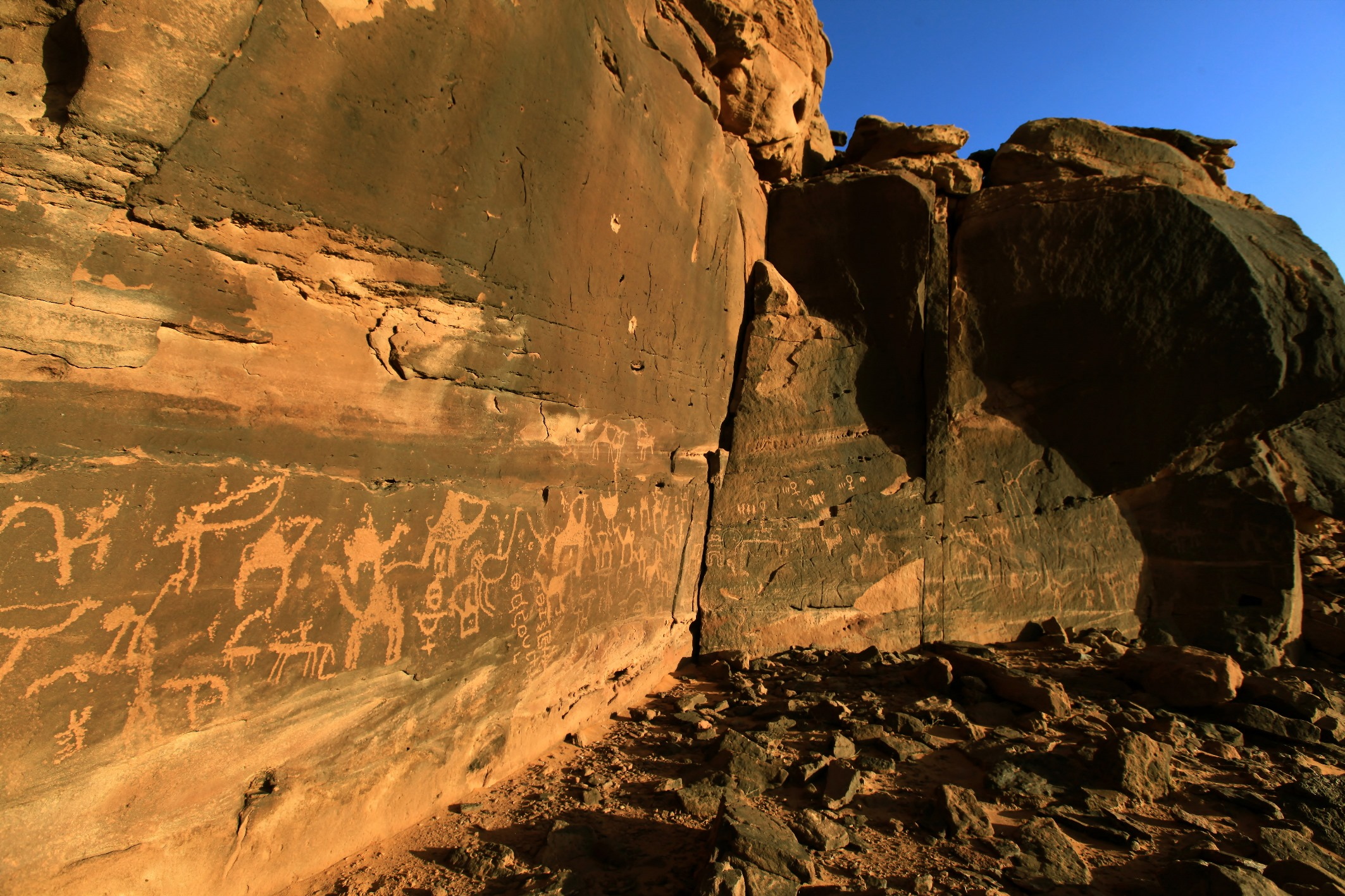
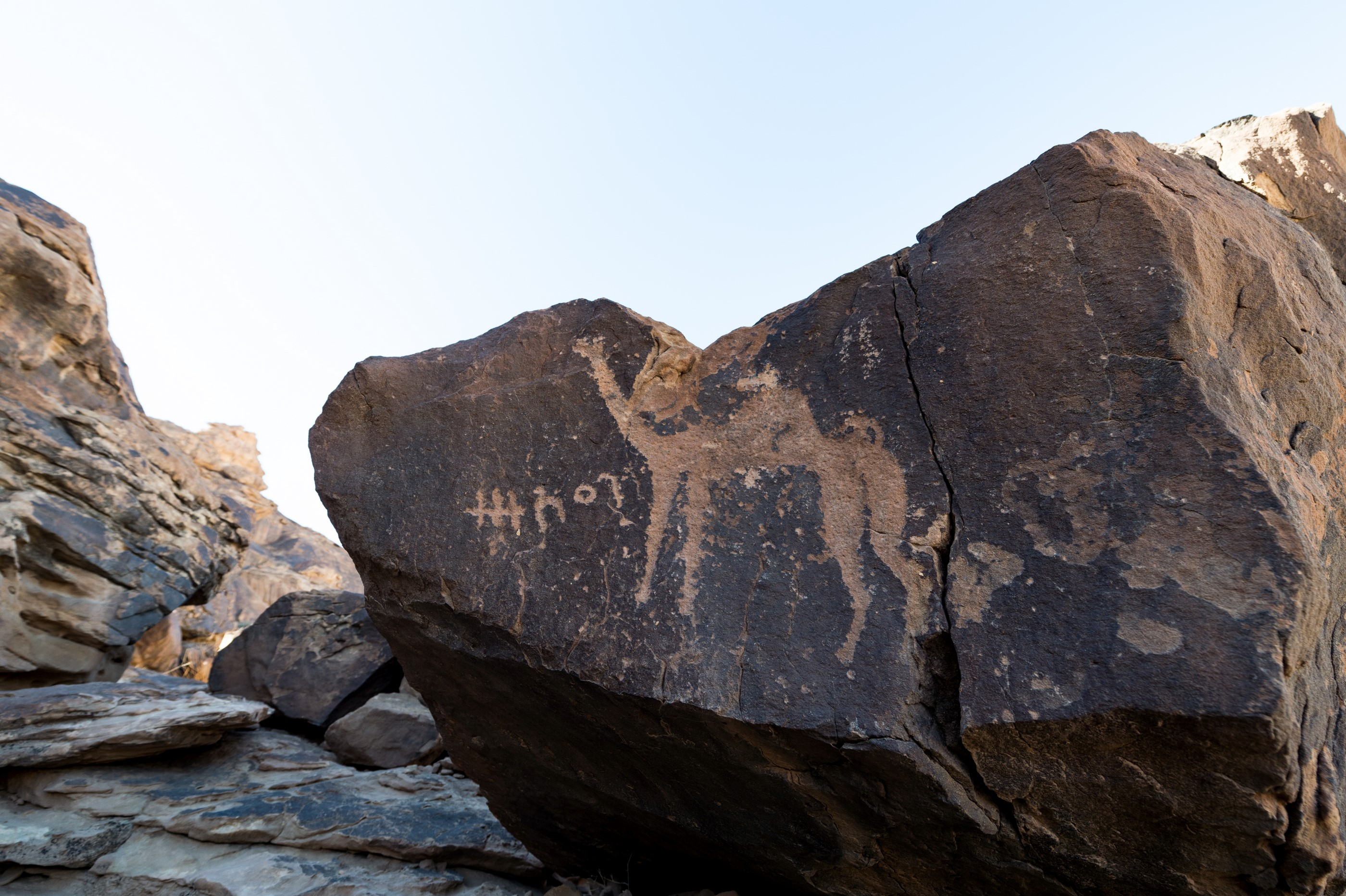